# DTE Energy
Pour les articles homonymes, voir DTE (homonymie).
DTE Energy est une société de production d'électricité implantée aux États-Unis. Son siège social est situé à Détroit dans le Michigan. Son nom provient de Detroit Edison.

## Histoire
En octobre 2020, DTE Energy annonce vouloir scinder son activité DTE Midstream, spécialisée dans le transport de gaz de schiste à l'horizon 2021.

## Activités
- DTE Electric Company : Production,  l'achat,  distribution et  vente d'électricité.
- DTE Gas Company : Achat, stockage,  transport, distribution et vente du gaz naturel...

## Principaux actionnaires
Au 10 avril 2020.
| The Vanguard Group                 | 11,6% |
| Capital Research & Management -WI- | 10,0% |
| SSgA Funds Management              | 5,29% |
| Capital Research & Management      | 5,20% |
| BlackRock Fund Advisors            | 2,82% |
| Geode Capital Management           | 1,64% |
| Northern Trust Investments -IM-    | 1,28% |
| NWQ Investment Management          | 1,13% |
| Boston Partners Global Investors   | 1,08% |
| Franklin Advisers                  | 1,02% |